# Torremocha (Cáceres)
Torremocha este un oraș din Spania, situat în provincia Cáceres din comunitatea autonomă Extremadura. Are o populație de 1.096 de locuitori.
1. ↑  Nomenclátor Geográfico de Municipios y Entidades de Población (20240402 edition)
2. ↑   http://www.hoy.es/Extremadura/201506/15/torremocha-estrena-alcalde-20150615002243-v.html Lipsește sau este vid: |title= (ajutor)